# Yuantan, Guangdong
Yuantan (kinesiska: 源潭) är en köping i sydöstra Kina. Den ligger i stadsdistriktet Qingcheng i staden Qingyuan i provinsen Guangdong, omkring 60 kilometer norr om provinshuvudstaden Guangzhou. Antalet invånare är 98 855. Befolkningen består av 45 695 kvinnor och 53 160 män. Barn under 15 år utgör 17,0 %, vuxna 15-64 år 75 %, och äldre över 65 år 7,0 %.